# テリー・ラヴジョイ
テリー・ラヴジョイ（英語: Terry Lovejoy、1966年 - ）はオーストラリアクイーンズランド州の情報技術者である。アマチュア天文家として知られている。テリー・ラヴジョイは2015年8月現在までに5つの彗星を発見している。その中のC/2011 W3は1970年からのクロイツ群観測史上、初めて地上観測によって発見された彗星である。ラヴジョイはデジタルカメラを天体写真撮影に使えるように改造する方法を普及したことでも知られている。

## 天体写真術
ラヴジョイは天体写真撮影のために必要なデジタルカメラの改造法を普及したことでアマチュア天文家の間で知られている。普通のデジタルカメラには赤外線を遮断するフィルタが取り付けられている。しかし、これらのカメラは多くの遠距離天体が発する赤外線の一部も遮断してしまう。ラヴジョイがそれらのフィルタを改造するための方法を発表した後、アマチュア天文家の多くが遠距離天体の写真撮影技術を向上させることができた。
Gordon J. Garraddは2000年8月3日に小惑星を発見した後に、ラヴジョイの功績を称えて、その小惑星をラヴジョイ(61342 Lovejoy)と命名した。
2007年3月15日に、ラヴジョイは改造したカメラを用いてC/2007 E2という彗星を発見した。2か月後に彼は、C/2007 K5という彗星も発見した。
2011年11月27日にラヴジョイはC/2011 W3という彗星を発見した。この発見によりラヴジョイは地上観測によりクロイツ群に属する彗星を発見した初めての天文家となった。この発見にはセレストロン社製のシュミットカセグレン式望遠鏡とQHY9CCDカメラが用いられた。
2013年9月7日にラヴジョイはC/2013 R1という彗星を発見した。この彗星は、2013年11月には肉眼で見える明るさになった。
2014年8月17日にはC/2014 Q2を発見した。この彗星は、2015年1月には3等台に達し、肉眼で見える明るさになった。